# فناء (مصطلح)

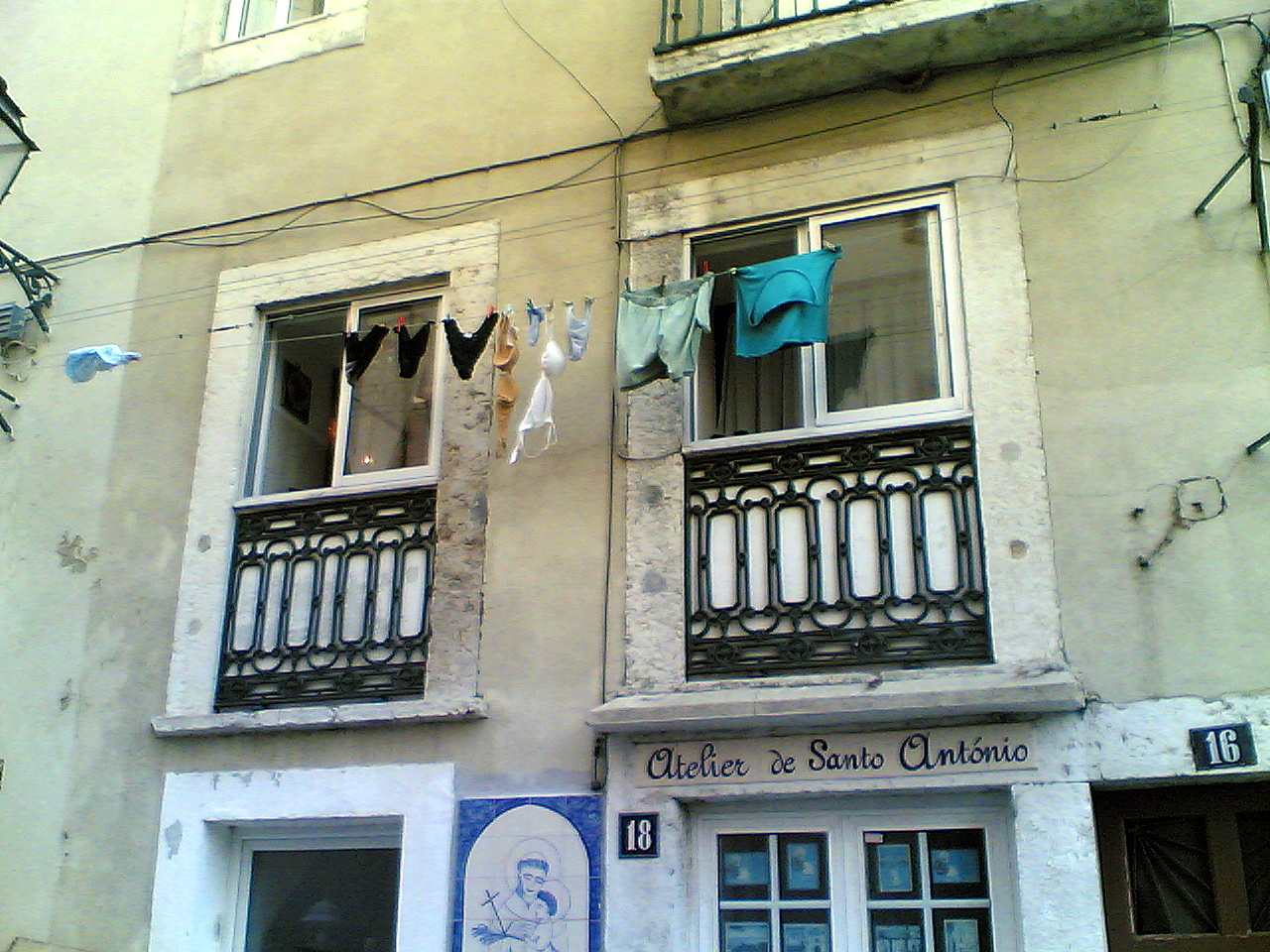
مثال على النهاية

الفناء في العمارة المتوسطية، تعتبر مساحة مادية تستخدم في التصميم الحضري، وهي تتوافق مع المساحة العامة التي يبلغ عرضها حوالي متر واحد إلى جانب المباني. تُستخدَم لوصف وضع العناصر التصميمية داخل العناصر المعمارية التقليدية. كما تنص على قواعد سلوك عامة للجيران فيما يتعلق باستخدام وصيانة المرافق في مبانيهم. على سبيل المثال، يحق للسكان استخدام جزء من الطريق السريع الموجود مباشرة أمام منازلهم لتحميل أو تفريغ سياراتهم، ولكن ليس لديهم الحق في منعه.
تُعرف "الفناءات" على أنها اتفاقية في العمارة القديمة في بلاد الشام وبعض المناطق العربية، تشير إلى منطقة على طول جدار الشارع في المبنى حيث يُسمح بالشرفات وأنابيب التصريف وغيرها من الميزات البارزة طالما أنها لا تعيق مرور وسائل النقل العام ومستخدمي الشارع الآخرين. في العمارة الإسلامية، يشير مصطلح الفناء أو الفناء، الذي ظهر في المدن الإسلامية القديمة التي نظمتها الشريعة الإسلامية، إلى الفناء [الإنجليزية] - فناء مفتوح في مبنى مركزي. يُستخدم لإضاءة وتهوية الغرف والمساحات داخل المباني. لا يزال هذا المفهوم المعماري يستخدم في المساحات الحضرية في الشرق الأوسط مثل مصر بوصفه شكلًا من أشكال المنظم البيئي. تؤثر هذه المساحة المتوسطة أيضًا على النسيج الحضري وشخصية المدينة.
هناك نوعان من الاستخدامات للفناء: مؤقت ودائم. تشكل الأشجار وأواني الزهور وشبكات النوافذ والزخارف الأخرى الاستخدامات المؤقتة للفناء. وتُمثل استخدامها الدائم من الهياكل المدمجة مثل السلالم والمقاعد والبنية التحتية المتعلقة بالمياه، وغيرها. ومنها أيضًا الساباط، وهو بناء بني بين مبنيين متقابلين على جانبي شارع ضيق. وهو يتألف من غرف تربط الشارع ببعضه. ويوفر ممرًا لاحترام حق المرور [الإنجليزية]، ويجب أن تكون الأعمدة الداعمة للقوس الناتج داخل النهاية. ولعل هذا تطور مناسب لبيئات الشرق الأوسط الحمالية، ويمكن تطويره حديثًا، بحيث يمكن بناء سوابيط بين الشوارع العامة فتوفر ظلًّا وتخدم هدفًا تجاريًّا أو مدنيًّا.

## قراءة إضافية
- المدن العربية الإسلامية: مبادئ البناء والتخطيط . بي اس حكيم - 1986 - كيجان بول الدولية
- قوانين البناء والتخطيط الحضري في منطقة البحر الأبيض المتوسط: الأصول والمحتوى والتأثير والدروس المستفادة ، التصميم الحضري الدولي
- التعلم من القوانين المتوسطية التقليدية بقلم بسيم حكيم. صحيفة المدينة - تقرير المجلس الثالث والرابع - أبريل 2003
- العمليات التوليدية لإحياء المدن التاريخية أو المناطق التراثية بقلم بسيم حكيم. INTBAU - الشبكة الدولية للبناء التقليدي والهندسة المعمارية والتخطيط الحضري.